# Udgir
Udgir ist eine Stadt im Bundesstaat Maharashtra im Westen Indiens. Sie ist Teil des Distrikts Latur. Udgir ist in 33 Wards (Wahlkreise) gegliedert und wird als Municipal Council verwaltet. Die Stadt befindet sich nahe der Grenze zu Karnataka. Von Udgir aus sind es nach Mumbai 545 Kilometer.

## Geschichte
1759 fand bei Ugdir eine Schlacht zwischen den Maratha und dem Nazim von Hyderabad statt. Das Fort von Udgir bezeugt heute noch von dieser Zeit.

## Demografie
Die Einwohnerzahl der Stadt liegt laut der Volkszählung von 2011 bei 103.550. Ugdir hat ein Geschlechterverhältnis von 917 Frauen pro 1000 Männer und damit einen für Indien üblichen Männerüberschuss. Die Alphabetisierungsrate lag bei 84,3 % im Jahr 2011. Knapp 62,2 % der Bevölkerung sind Hindus, ca. 33,4 % sind Muslime,  ca. 3,5 % sind Buddhisten, ca. 0,4 % sind Jainas, ca. 0,2 % sind Christen und ca. 0,3 % gehören anderen oder keiner Religionen an. 13,2 % der Bevölkerung sind Kinder unter sechs Jahren.

## Infrastruktur
Durch einen Bahnhof ist die Stadt mit dem Rest des Landes verbunden. Udgir gehört zur South Central Railway Zone der Indian Railways.